# Parque eólico de Las Tres Villas
El parque eólico de Las Tres Villas es un conjunto de aerogeneradores ubicado en el municipio almeriense de Las Tres Villas, en España. Consta de 25 turbinas Suzlon S88/2100, con un diámetro de 88 metros y que pueden generar hasta 52,5 MW. Fue puesto en funcionamiento en 2008.